# Lubanie (gmina)
Lubanie – gmina wiejska w Polsce położona w województwie kujawsko-pomorskim, w powiecie włocławskim. W latach 1975–76 i 1982–98 gmina administracyjnie należała do województwa włocławskiego.
Siedziba gminy to Lubanie.
Gmina Lubanie położona jest w północno-wschodniej części Kujaw. Od północy i zachodu gmina graniczy z gminami powiatu aleksandrowskiego, od południa z miastem Włocławek i gminą Brześć Kujawski, natomiast wschodnia, naturalna granica jest oznaczona przez Wisłę. Gminę przecinają ważne arterie komunikacyjne. Najważniejsze z nich to: droga krajowa nr 91 i połączenia kolejowe. Gmina zajmuje powierzchnię 6930 ha, z czego 4843 ha zajmują grunty rolne, zaś 1433 ha lasy i grunty leśne.
Według danych z 30 czerwca 2004 roku gminę zamieszkiwały 4692 osoby. Natomiast według danych z 31 grudnia 2023 roku gminę zamieszkiwało 4311 osób.
Gmina posiada eksklawę.

## Historia
Gmina zbiorowa Lubanie powstała po raz pierwszy w 1867 roku Królestwa Polskiego, gdzie należała do powiatu nieszawskiego w guberni warszawskiej.
W okresie międzywojennym gmina należała do powiatu nieszawskiego w woj. warszawskim. 1 kwietnia 1938 roku gminę wraz z całym powiatem nieszawskim przeniesiono do woj. pomorskiego.
Po wojnie gmina weszła w skład terytorialnie zmienionego woj. pomorskiego, przemianowanego 6 lipca 1950 roku na woj. bydgoskie. 12 marca 1948 zmieniono też oficjalną nazwę powiatu nieszawskiego na powiat aleksandrowski. Według stanu z 1 lipca 1952 roku gmina składała się z 27 gromad: Barcikowo, Bertowo, Bodzia, Gąbinek, Janowice, Józefowo, Kawka, Kaźmierzewo, Kucerz, Lubanie, Mikanowo, Probostwo Dolne, Probostwo Górne, Przypust, Przywieczerzyn, Sarnówka, Siutkowo, Siutkówek, Szpitalka, Tadzin, Ustronie, Waganiec, Włoszyca, Wójtówka, Wolne, Zbrachlin i Zosin. Gmina została zniesiona 29 września 1954 roku wraz z reformą wprowadzającą gromady w miejsce gmin. 
Gminę Lubanie reaktywowano 1 stycznia 1973 roku w powiecie aleksandrowskim w województwie bydgoskim w związku z kolejną reformą administracyjną kraju. W jej skład weszło 19 sołectw: Barcikowo, Bodzia, Gąbinek, Janowice, Kałęczynek, Kawka, Kazimierzowo, Kocia Górka, Kucerz, Lubanie, Mikanowo, Probostwo Dolne, Probostwo Górne, Przywieczerzyn, Sarnówka, Siutkówek, Tadzin, Ustronie i Zosin.
1 czerwca 1975 roku gmina weszła w skład nowo utworzonego woj. włocławskiego.
15 stycznia 1976 roku gminę Lubanie zniesiono, a jej tereny przyłączono do gmin:
- Bądkowo – obszary sołectw: Bodzia, Janowice, Kałęczynek, Kazimierzowo, Sarnówka, Tadzin, Ustronie i Zosin,
- Nieszawa – obszary sołectw: Barcikowo (z Kocią Górką), Przywieczerzyn i Siutkówek,
- Włocławek – obszary sołectw: Gąbinek (z Kawką), Kucerz, Lubanie, Mikanowo, Probostwo Dolne i Probostwo Górne.

1 października 1982 roku gminę Lubanie reaktywowano po raz trzeci o niemal identycznym obszarze co w latach 1973–1976 (jedynie bez Kawki, którą 1 grudnia 1979 włączono do Włocławka).
W 1999 roku gmina Lubanie powróciła do reaktywowanego powiatu włocławskiego w nowo utworzonym województwie kujawsko-pomorskim.

## Struktura powierzchni
Według danych z 2002 roku gmina Lubanie ma obszar 69,3 km², w tym:
- użytki rolne: 72%
- użytki leśne: 21%

Gmina stanowi 4,71% powierzchni powiatu.

## Demografia

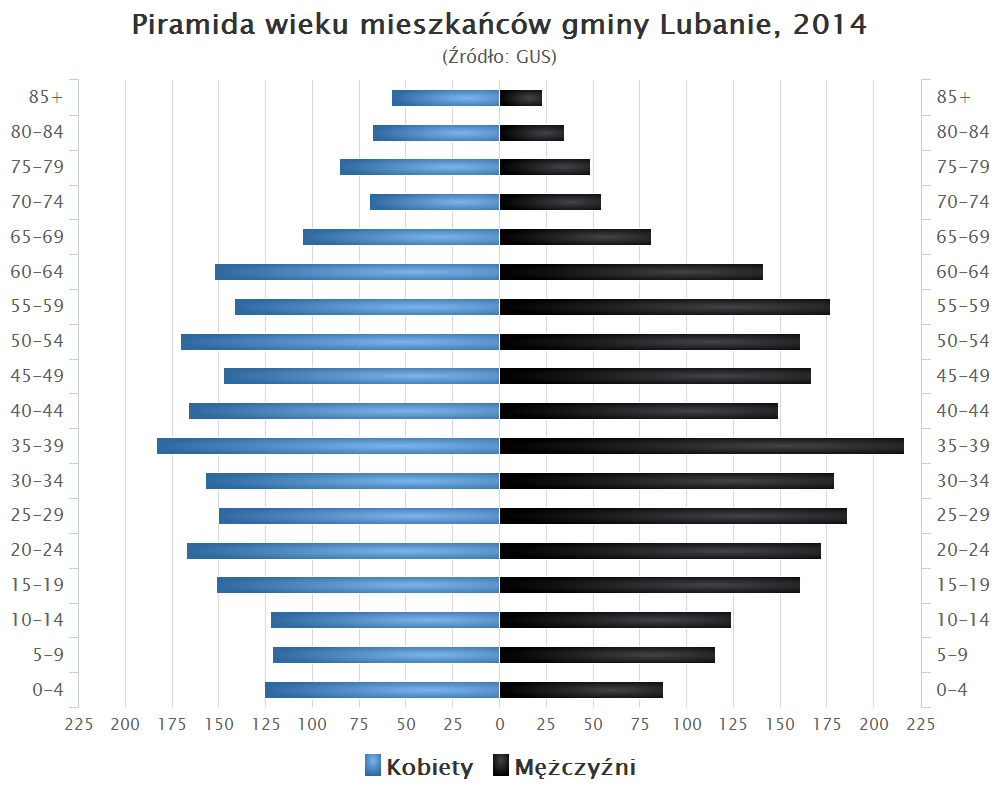
Piramida wieku mieszkańców gminy Lubanie w 2014 roku

Dane z 30 czerwca 2004 roku:
| Opis                              | Ogółem | Ogółem | Kobiety | Kobiety | Mężczyźni | Mężczyźni |
| --------------------------------- | ------ | ------ | ------- | ------- | --------- | --------- |
| jednostka                         | osób   | %      | osób    | %       | osób      | %         |
| populacja                         | 4692   | 100,0  | 2341    | 49,9    | 2351      | 50,1      |
| gęstość zaludnienia (mieszk./km²) | 67,7   | 67,7   | 33,8    | 33,8    | 33,9      | 33,9      |

## Miejscowości
Barcikowo, Bodzia, Dąbrówka, Gąbinek, Janowice, Kałęczynek, Kaźmierzewo, Kocia Górka, Kolonia Ustrońska, Kucerz, Lubanie, Mikanowo, Mikorzyn, Probostwo Dolne, Probostwo Górne, Przywieczerzyn (SIMC 0865020), Przywieczerzyn (SIMC 0865102), Przywieczerzynek, Sarnówka, Siutkówek, Tadzin, Ustronie, Włoszyca Lubańska, Zapomnianowo, Zosin.

## Zabytki
Wykaz zarejestrowanych zabytków nieruchomych na terenie gminy:
- zespół kościelny parafii pod wezwaniem św. Mikołaja w miejscowości Lubanie, obejmujący: murowany kościół z 1909 roku; dzwonnicę; ogrodzenie z bramą, nr A/479/1-3 z 25.03.1994.

## Sąsiednie gminy
Bądkowo, Bobrowniki, Brześć Kujawski, Waganiec, Włocławek (miasto)